# Navia (parroquia)
Navia es una parroquia del concejo homónimo en el Principado de Asturias. Su templo parroquial está dedicado a Nuestra Señora de la Barca. Alberga una población de 3915 habitantes y ocupa una extensión de 1.31 km². Es la capital del concejo de Navia. Está formado únicamente por la población de Navia.